# Navasota (Texas)
Navasota is een plaats (city) in de Amerikaanse staat Texas, en valt bestuurlijk gezien onder Grimes County.

## Demografie
Bij de volkstelling in 2000 werd het aantal inwoners vastgesteld op 6789.
In 2006 is het aantal inwoners door het United States Census Bureau geschat op 7378, een stijging van 589 (8,7%).

## Geografie
Volgens het United States Census Bureau beslaat de plaats een oppervlakte van
15,8 km², geheel bestaande uit land. Navasota ligt op ongeveer 85 m boven zeeniveau.

## Plaatsen in de nabije omgeving
De onderstaande figuur toont nabijgelegen plaatsen in een straal van 36 km rond Navasota.